# Хрусты-Нове
Хрусты-Нове  (пол. Chrusty Nowe) — остановочный пункт железной дороги (платформа) в деревне Нове-Хрусты в гмине Рокицины, в Лодзинском воеводстве Польши. Имеет 2 платформы и 2 пути. 
Остановочный пункт на железнодорожной линии Варшава — Катовице, построен в 1950 году.